# Chris Hunt

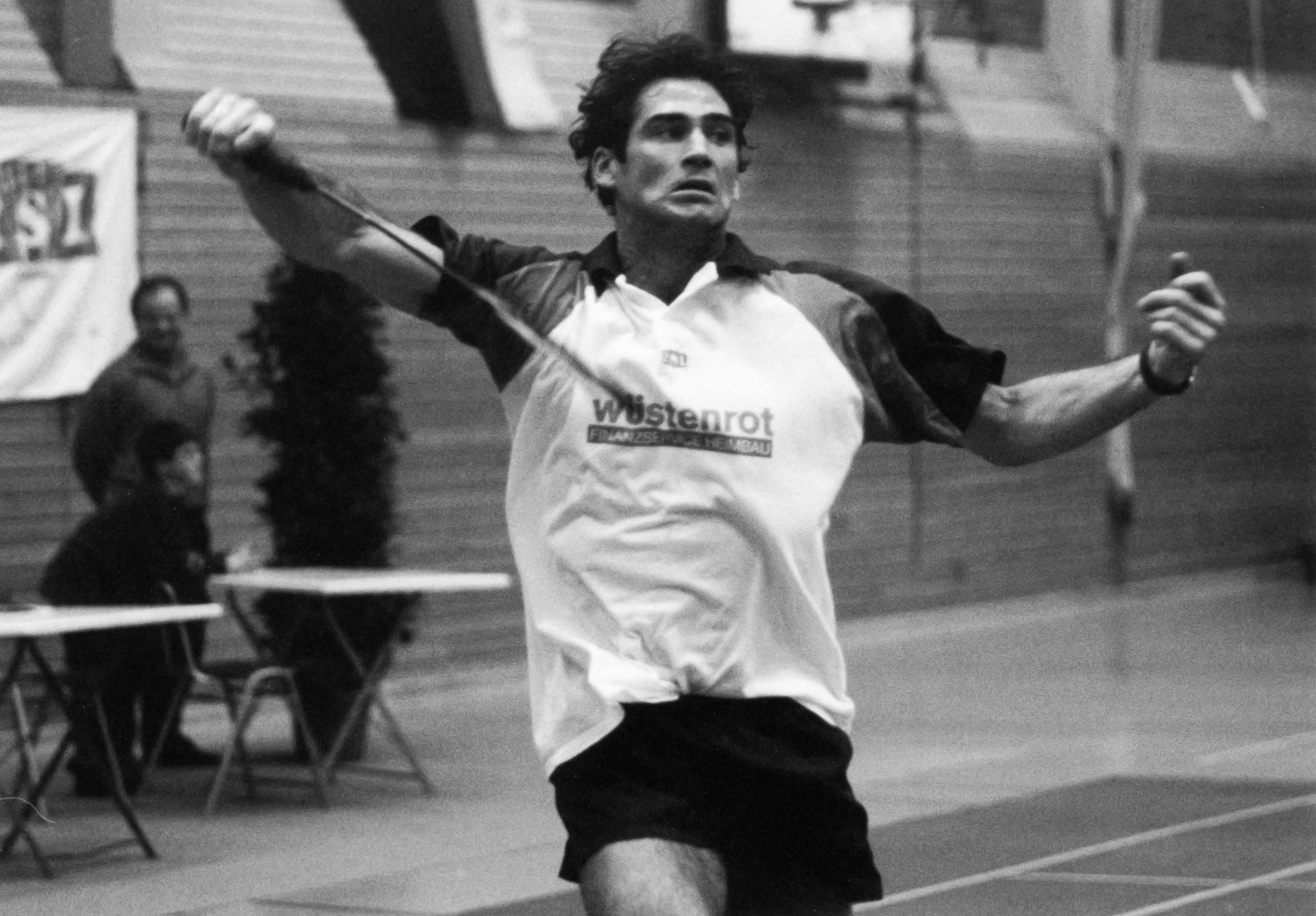
Chris Hunt beim SV Fortuna Regensburg in der 1. Badminton-Bundesliga 1998

Christopher John „Chris“ Hunt (* 1. Dezember 1968 in Bolton) ist ein englischer Badmintonspieler.

## Karriere
Chris Hunt nahm 1992, 1996 und 2000 an den Olympischen Spielen teil. Als beste Platzierung erreichte er dabei einen fünften Rang 1996 im Herrendoppel mit Simon Archer.
Der größte Erfolg seiner Karriere blieb somit der Gewinn des Europameistertitels mit Archer 1994. Bei der Badminton-Seniorenweltmeisterschaft 2009 der Altersklasse O35 gewann er Gold. Die meisten Erfolge feierte er in Doppel- und Mixed-Konkurrenzen.

## Sportliche Erfolge
| Saison    | Veranstaltung                               | Disziplin    | Platz | Name                          |
| --------- | ------------------------------------------- | ------------ | ----- | ----------------------------- |
| 1987      | England: Einzelmeisterschaft der Junioren   | Herrendoppel | 1     | Chris Hunt / Andrew Fairhurst |
| 1987      | England: Einzelmeisterschaft der Junioren   | Herreneinzel | 1     | Chris Hunt                    |
| 1991      | Portugal International                      | Mixed        | 1     | Chris Hunt / Tracy Dineen     |
| 1991      | Spanish International                       | Herrendoppel | 1     | Andy Goode / Chris Hunt       |
| 1991      | Swiss Open                                  | Herrendoppel | 2     | Andy Good / Chris Hunt        |
| 1992      | Portugal International                      | Herrendoppel | 1     | Andy Goode / Chris Hunt       |
| 1992      | Austrian International                      | Herrendoppel | 1     | Andy Goode / Chris Hunt       |
| 1992      | England: Einzelmeisterschaften              | Herrendoppel | 1     | Andy Goode / Chris Hunt       |
| 1993      | Welsh International                         | Mixed        | 1     | Chris Hunt / Joanne Wright    |
| 1994      | England: Einzelmeisterschaften              | Herrendoppel | 1     | Chris Hunt / Simon Archer     |
| 1994      | Dutch Open                                  | Mixed        | 1     | Chris Hunt / Gillian Gowers   |
| 1994      | All England                                 | Mixed        | 2     | Chris Hunt / Gillian Clark    |
| 1994      | Europameisterschaft                         | Herrendoppel | 1     | Chris Hunt / Simon Archer     |
| 1994      | Swiss Open                                  | Herrendoppel | 3     | Simon Archer / Chris Hunt     |
| 1995      | Swiss Open                                  | Herrendoppel | 2     | Simon Archer / Chris Hunt     |
| 1995      | Copenhagen Masters                          | Herrendoppel | 2     | Simon Archer / Chris Hunt     |
| 1995      | England: Einzelmeisterschaften              | Herrendoppel | 1     | Chris Hunt / Simon Archer     |
| 1995      | Wimbledon Open                              | Herrendoppel | 1     | John Quinn / Chris Hunt       |
| 1996      | Olympia                                     | Herrendoppel | 5     | Simon Archer / Chris Hunt     |
| 1996      | Europameisterschaft                         | Herrendoppel | 3     | Simon Archer / Chris Hunt     |
| 1996      | England: Einzelmeisterschaften              | Herrendoppel | 1     | Chris Hunt / Simon Archer     |
| 1996/1997 | Deutschland: Internationale Meisterschaften | Herrendoppel | 2     | Simon Archer / Chris Hunt     |
| 1997      | England: Einzelmeisterschaften              | Herrendoppel | 1     | Chris Hunt / Simon Archer     |
| 1997      | Indonesian Open                             | Mixed        | 5     | Chris Hunt / Donna Kellogg    |
| 1997      | Japan Open                                  | Herrendoppel | 5     | Chris Hunt / Simon Archer     |
| 1997      | All England                                 | Mixed        | 3     | Donna Kellogg / Chris Hunt    |
| 1998      | England: Einzelmeisterschaften              | Herrendoppel | 1     | Chris Hunt / Simon Archer     |
| 1998      | Europameisterschaft                         | Herrendoppel | 1     | Chris Hunt / Simon Archer     |
| 1998      | Swiss Open                                  | Herrendoppel | 3     | Chris Hunt / Simon Archer     |
| 1999      | England: Einzelmeisterschaften              | Herrendoppel | 1     | Chris Hunt / Simon Archer     |
| 2000      | Indonesian Open                             | Mixed        | 5     | Chris Hunt / Donna Kellogg    |